# El Fahs
El Fahs este un oraș în Tunisia, situat la 60 km sud-vest de Tunis. În apropierea sa se găsesc ruinele orașului roman Thuburbo Majus, importantă atracție turistică a țării.